# Дирин, Сократ Николаевич
Сократ Николаевич Дирин (1849 — 22 января 1924) — государственный деятель Российской империи, Эстляндский и Новгородский вице-губернатор.

## Биография
Происходил из древнего дворянского рода Дириных; родился 24 июня 1849 года[по какому календарю?] в семье корнета Николая Ивановича и Екатерины Ивановны Дириных, во владении которых были имения в Старорусском, Крестецком и Демянском уездах Новгородской губернии.
В службу вступил 20 января 1873 года; в 1876 году получил звание камер-юнкера.
Участвовал в русско-турецкой войне 1877—1878 годов.
С 8 июня 1892 года по 13 апреля 1903 года он был вице-губернатором Эстляндской губернии. С 1 января 1899 года состоял в чине действительного статского советника.
С апреля 1903 года до 1914 года занимал должность вице-губернатора Новгородской губернии.
В Новгороде он занимался проектами по возрождению промышленности, а также становлением школьного образования, подготовке учителей, совершенствованием музейного дела, изданием исторической литературы, развитием театра. С 1909 года при его активном участии готовился XV Всероссийский археологический съезд, который прошёл с успехом в Новгороде в 1911 году.
В июле 1909 года стал членом Новгородского общества любителей древности.
Выйдя в отставку, уехал в Старую Руссу, где имел особняк. Похоронен был на кладбище в Заселье, где раньше находилась усадьба Дириных
Жена, Екатерина Игнатьевна (незаконнорождённая дочь польского помещика Эмилия Вундович), родила ему сына, которого назвали Диодор, а также четырёх дочерей, у которых были не менее оригинальные имена: Текуся, Ириада, Вевея.

## Награды
В числе наград С. Н. Дирина:
- орден Св. Владимира 4-й ст.
- орден Св. Анны 2-й ст. (1893)
- орден Св. Владимира 3-й ст. (1902)
- орден Св. Станислава 1-й ст. (1905)
- румынский железный крест (1879)
- орден Таковского креста 5-й ст. (1882)